# اصغر رئیسی دهکردی
اصغر رئیسی دهکردی (زادهٔ ۱۳۲۸ در شهرکرد) نمایندهٔ حوزهٔ انتخابیهٔ شهرکرد در دورهٔ پنجم مجلس شورای اسلامی بوده‌است.